# Yttre Arvidsträsket
Yttre Arvidsträsket is een meer binnen de Zweedse gemeente Älvsbyn. Het meer maakt deel uit van een merencomplex rond het dorp Arvidsträsk. De meren Lill Arvidsträsket, Inre Arvidsträsket en Yttre Arvidsträkset met hun tussenmeren Norr-Avan en Sör-Avan maken deel uit van het stroomgebied van de Borgforsrivier die van west naar oost door de meren stroomt.
Arvidsträsket  komt waarschijnlijk van het Samisch dialect rond Ume en betekent gul meer, er zit en zat veel vis in het meer ten tijde van de naamgeving. Yttre betekent Buiten. Träsket is moeras(meer).